# Smeryngolaphria
Smeryngolaphria is een vliegengeslacht uit de familie van de roofvliegen (Asilidae).

## Soorten
- S. bicolorala Tomasovic, 2003
- S. bromleyi Londt, 1989
- S. gorayebi Artigas & Papavero & Pimentel, 1988
- S. gurupi Artigas & Papavero & Pimentel, 1988
- S. maculipennis (Macquart, 1846)
- S. malanura (Wiedemann, 1828)
- S. numitor (Osten-Sacken, 1887)
- S. pallida Bromley, 1935
- S. seabrai Carrera, 1960
- S. taperignae Artigas & Papavero & Pimentel, 1988